# 鴨志田川
鴨志田川（かもしだがわ）は、神奈川県横浜市青葉区鴨志田町の日本体育大学健志台キャンパス付近に源を発し、青葉区内を東に流れ鶴見川に注ぐ普通河川である。
源流から河口付近までは水路の様になっており、環状4号線をくぐる付近で川の様になる。

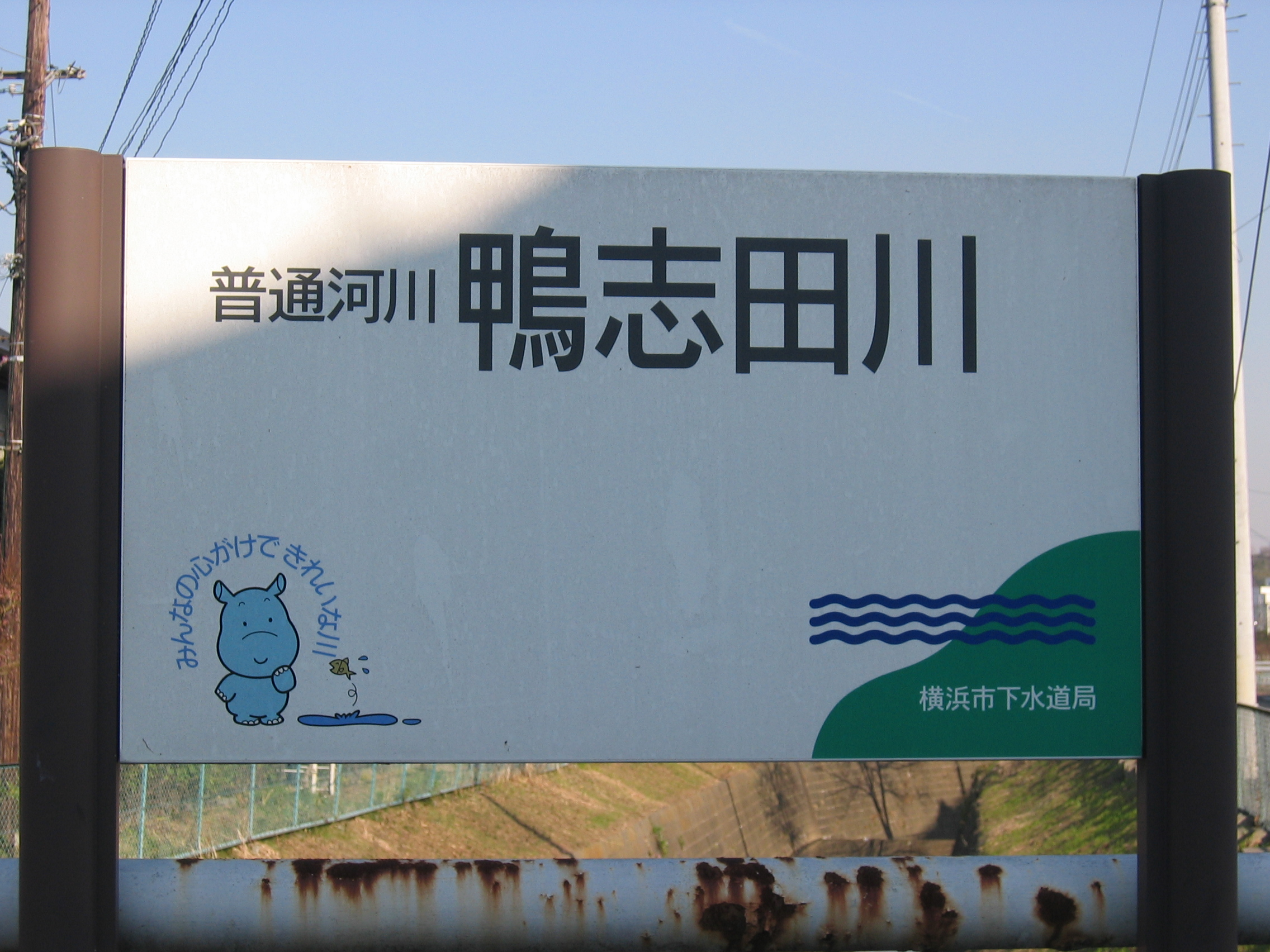